# Emilija Chalsberijewna Turei
Emilija Chalsberijewna Turei (russisch Эмилия Халсбериевна Турей, wiss. Transliteration Ėmilija Chalsberievna Turej; * 6. Oktober 1984 in Astrachan) ist eine ehemalige russische Handballspielerin. Die Rechtshänderin spielte überwiegend auf der Position Linksaußen, wurde jedoch gelegentlich auch auf Rechtsaußen eingesetzt. In 180 Länderspielen für Russland erzielte sie 613 Tore.

## Karriere
Die Tochter einer Russin und eines Sierra-Leoners begann ihre Handballkarriere in ihrer Geburtsstadt Astrachan, bei dem Verein GK Astrachanotschka. 2005 wechselte sie zu Slagelse DT nach Dänemark. Mit diesem Club wurde sie 2007 dänischer Meister und gewann die EHF Champions League. 2008 wechselte sie zum Ligarivalen FCK Håndbold, mit dem sie 2009 den Europapokal der Pokalsieger und 2010 den dänischen Pokal errang. In der Saison 2010/11 lief Turei für den spanischen Erstligisten SD Itaxo auf, mit dem sie die Meisterschaft gewann. Anschließend nahm sie der russische Erstligist Rostow-Don unter Vertrag. Im Sommer 2012 kehrte Turei zu GK Astrachanotschka zurück, wo sie 2013 ihre Karriere beendete. Ab Dezember 2013 lief sie nochmals bis zum Saisonende 2013/14 für dem rumänischen Erstligisten CSM Bukarest auf.
Bei der Handball-Weltmeisterschaft der Frauen 2007 in Frankreich wurde sie mit der russischen Nationalmannschaft Weltmeisterin. Im Turnierverlauf erzielte sie 30 Treffer. Ein Jahr später holte sie sich bei den Olympischen Spielen die Silbermedaille und bei der Europameisterschaft die Bronzemedaille. Sie gehörte zum Aufgebot ihres nationalen Verbandes bei der Weltmeisterschaft 2009 in China, wo sie erneut Weltmeisterin wurde. Im Sommer 2012 nahm sie an den Olympischen Spielen in London teil.
Turei gewann im Jahr 2003 mit Russland die U-20-Weltmeisterschaft.
Turei war ab Ende 2020 bis Mitte 2022 als Sportdirektorin bei GK Astrachanotschka tätig.